# Williams FW43B
O Williams FW43B é o modelo de carro de Fórmula 1 projetado e desenvolvido pela Williams para a disputa do Campeonato Mundial de Fórmula 1 de 2021, era pilotado por George Russell e Nicholas Latifi. O FW43B foi lançado em 5 de março de 2021 e sua estreia ocorreu no Grande Prêmio do Barém, a primeira etapa da temporada de 2021.
Devido ao impacto da pandemia de COVID-19, os regulamentos técnicos que estavam planejados para serem introduzidos em 2021 foram adiados para 2022. Com isso, sob um acordo entre as equipes e a FIA, os carros com especificações de 2020 — incluindo o FW43 — tiveram sua vida útil estendida para competir em 2021, com a Williams produzindo um chassi atualizado denominado "Williams FW43B".

## Resultados da equipe na temporada de 2021
| Pos | Piloto          | Nu. | BAR | EMI | POR | ESP | MON | AZE | FRA | EST | AUT | GBR | HUN | BEL | HOL | ITA | RUS | TUR | EUA | MEX | SP | CAT | ARA | ABU | Pts | Pts da Equipe | Pos da Equipe |
| --- | --------------- | --- | --- | --- | --- | --- | --- | --- | --- | --- | --- | --- | --- | --- | --- | --- | --- | --- | --- | --- | -- | --- | --- | --- | --- | ------------- | ------------- |
| 15  | George Russell  | 63  | 14  | Ret | 16  | 14  | 14  | 17† | 12  | Ret | 11  | 12  | 8   | 2½  | 17† | 9   | 10  | 15  | 14  | 16  | 13 | 17  | Ret | Ret | 16  | 23            | 8º            |
| 17  | Nicholas Latifi | 6   | 18† | Ret | 18  | 16  | 15  | 16  | 18  | 17  | 16  | 14  | 7   | 9½  | 16  | 11  | 19† | 17  | 15  | 17  | 16 | Ret | 12  | Ret | 7   | 23            | 8º            |

Ret = Abandono
† = Completou mais de 90% da distância da corrida
½ = Metade dos pontos concedido com menos de 75% da distância percorrida da prova.